# Schiebehülsentechnik

1. loses Aufschieben der Schiebehülse auf das Rohr, 2. Aufweiten des Rohrendes, 3. Einstecken des Fittings, 4. Zurückschieben der Schiebehülse mithilfe einer Preßzange o. ä.

Schiebehülsentechnik (kurz: „SHT“) ist ein Verfahren aus dem Sanitär- und Heizungsgewerbe, mit welchem Kunststoffrohre oder – ohne Dichtung oder O-Ring zwischen Fitting und Rohr – verbunden werden können. Dadurch werden unlösbare und dauerhaft dichte Rohrverbindungen erzielt.

## Anwendungsgebiete
Die Schiebehülsentechnik – häufig auch als Schiebehülsenverbindung bezeichnet – ist heutzutage ein gängiges Verfahren bei Sanitär- oder Heizungsinstallationen und findet unter anderem bei der Verlegung von Heizungsrohren, Trinkwasserleitungen oder auch bei Erdgasleitungen Anwendung.

## Voraussetzungen
Für den Einsatz dieser Technik werden spezielle Kunststoffrohre aus Polyethylen benötigt. Polyethylen besitzt genügend Rückstellvermögen, um nach der Dehnung wieder in seine ursprüngliche Form zurückzustreben („Memory-Effekt“).

## Herstellen der Schiebehülsenverbindung
Zunächst wird die Schiebehülse lose auf das Rohr geschoben und anschließend das Rohr mit einem Spezialwerkzeug (Aufweitzange) am offenen Ende aufgeweitet.
Nun kann der Fitting in das aufgeweitete Rohrende geschoben werden.
Mit dem Schiebewerkzeug wird dann die zuvor lose aufgesteckte Schiebehülse bis zum Anschlag axial über das Rohr und den Stützkörper des Fittings geschoben. Dabei wird der innere Umfang des Kunststoffrohres auf das Rillenprofil des Fittings gepresst.
Ein zusätzlicher elastomerer Dichtring wie bei herkömmlichen Verbindungstechniken wird nicht benötigt, da die innere Schicht des Rohres elastisch genug ist, um die Abdichtung herzustellen.